# Jessica Parker Kennedy
Jessica Parker Kennedy (ur. 3 października 1984 w Calgary) – kanadyjska aktorka filmowa i telewizyjna o włosko-afrykańsko-rosyjskich korzeniach. Wystąpiła m.in. w serialach Tajemny krąg, Tajemnice Smallville, Kaya, Piraci i The Flash.

## Filmografia

### Filmy
| Rok  | Tytuł                            | Rola        | Uwagi       |
| ---- | -------------------------------- | ----------- | ----------- |
| 2008 | Kopciuszek: Roztańczona historia | Tami        | film wideo  |
| 2010 | Karma Inc.                       | Candy       | krótkometr. |
| 2011 | 50/50                            | Jackie      |             |
| 2011 | Wyścig z czasem                  | Edouarda    |             |
| 2011 | Bad Meat                         | Estelle     |             |
| 2015 | Idealny facet                    | Rachel      |             |
| 2017 | Bliźnięta                        | Sierra      |             |
| 2017 | Another Kind of Wedding          | Louisa      |             |
| 2018 | Cam                              | Katie       |             |
| 2018 | Deep Murder                      | opiekunka   |             |
| 2019 | Business Ethics                  | dr Goodbody |             |
| 2019 | Spirit Glitch                    | Alice       | krótkometr. |
| 2021 | See for Me                       | Kelly       |             |

### Telewizja
| Rok       | Tytuł                                          | Rola                       | Uwagi          |
| --------- | ---------------------------------------------- | -------------------------- | -------------- |
| 2006      | Córka Mikołaja                                 | Lucy the Elf               | film TV        |
| 2007      | Kaya                                           | Natalee                    | 10 odc.        |
| 2008      | Desperate Hours: An Amber Alert                | Sandy                      | film TV        |
| 2008–2010 | Tajemnice Smallville                           | Bette Sans Souci/Plastique | 3 odc.         |
| 2009      | Exes and Ohs                                   | Amy                        | 1 odc.         |
| 2009      | Fear Itself                                    | Becca                      | 1 odc.         |
| 2009      | Soul                                           | Alicia                     | 5 odc.         |
| 2009      | Valemont                                       | Beatrice                   | 33 odc.        |
| 2009      | Córka Mikołaja 2: Święta pod znakiem zapytania | Lucy the Elf               | film TV        |
| 2009–2010 | Brygada                                        | Laurel                     | 2 odc.         |
| 2010      | V                                              | Grace                      | 1 odc.         |
| 2010      | Undercovers                                    | Lizzy                      | 1 odc.         |
| 2010      | Bracia i siostry                               | Angie                      | 1 odc.         |
| 2010      | Magia kłamstwa                                 | Alison Roberts             | 1 odc.         |
| 2011      | Kosmiczna katastrofa                           | Brooke                     | film TV        |
| 2011      | Behemoth                                       | Zoe                        | film TV        |
| 2011      | Paragraf Kate                                  | Jessica Nord               | 1 odc.         |
| 2011–2012 | Tajemny krąg                                   | Melissa Glaser             | w gł. obsadzie |
| 2012–2013 | 90210                                          | Megan Rose                 | 6 odc.         |
| 2014–2017 | Piraci                                         | Max                        | w gł. obs.     |
| 2014      | Nearlyweds                                     | Casey                      | film TV        |
| 2016      | Zabójcza broń                                  | DJ                         | 1 odc.         |
| 2017      | Colony                                         | Maya                       | 5 odc.         |
| 2017      | Okup                                           | Charlotte Walker           | 1 odc.         |
| 2017      | Tales                                          | Unique                     | 2 odc.         |
| 2017      | Supergirl                                      | Nora West-Allen / XS       | 1 odc.         |
| 2018–2022 | The Flash                                      | Nora West-Allen / XS       | 33 odc.        |